# 長崎よかナビ!
長崎よかナビ!（ながさきよかナビ!）は、株式会社インテックスが運営する長崎県のタウン情報、クチコミナビサイトである。

## 概要
「長崎をもっと好きに・長崎がもっと元気に」をテーマに、長崎県のグルメ・イベント等のタウン情報を配信している。
クーポン券や特集記事などがある。
パソコン、携帯電話、スマートフォンから閲覧可能。
2008年8月より運営。

## 特徴
- 主な検索情報のジャンルはグルメ、ショッピング、美容、リラクゼーション、観光スポット、習い事など。
- アクセスの95％が長崎県民である。
- 20代・30代・40代の女性が主なユーザー層となっている。
- メンバー登録をしたユーザーはクチコミ投稿やプレゼントへの応募ができる。
- ユーザーから集まったクチコミ投稿はスタッフが都度検閲を行い、確認の上公開している。
- 店舗情報はスタッフが店舗と連絡を取り、内容の了承を得た上、公開している。
- 一部、店舗自身がブログのように情報を更新しているコーナーもある。